# ويليام دوبري
ويليام دوبري (بالإنجليزية: William Dupree)‏ هو متزلج جماعي أمريكي، ولد في 7 يونيو 1909 في سارانك ليك في الولايات المتحدة، وتوفي في 25 فبراير 1955 في باوند بروك في الولايات المتحدة.

## وصلات خارجية
- ويليام دوبري على موقع اللجنة الأولمبية الدولية (الإنجليزية)
- ويليام دوبري على موقع أوليمبيديا (الإنجليزية)